# Aras (Navarre)
Pour les articles homonymes, voir Aras.
Aras est une ville et une municipalité de la communauté forale de Navarre dans le Nord de l'Espagne. Son nom d'origine est "Lieu des trois Aras des églises et ermitages respectifs du village
Elle est située dans la zone non bascophone de la province, dans la comarque de Tierra Estella, mérindade d'Estella. Le castillan est la seule langue officielle alors que le basque n’a pas de statut officiel. Le secrétaire de mairie est aussi celui de Cabredo, Genevilla, Lapoblación, Marañón et Aguilar de Codés.

## Démographie
| Évolution démographique                              | Évolution démographique | Évolution démographique | Évolution démographique | Évolution démographique | Évolution démographique | Évolution démographique | Évolution démographique | Évolution démographique | Évolution démographique | Évolution démographique |
| 1996                                                 | 1998                    | 1999                    | 2000                    | 2001                    | 2002                    | 2003                    | 2004                    | 2005                    | 2006                    | 2007                    |
| ---------------------------------------------------- | ----------------------- | ----------------------- | ----------------------- | ----------------------- | ----------------------- | ----------------------- | ----------------------- | ----------------------- | ----------------------- | ----------------------- |
| 227                                                  | 228                     | 226                     | 229                     | 225                     | 222                     | 225                     | 222                     | 217                     | 202                     | 195                     |
| Sources: Aras et instituto de estadística de navarra |                         |                         |                         |                         |                         |                         |                         |                         |                         |                         |

### Sources
- (es) Cet article est partiellement ou en totalité issu de l’article de Wikipédia en espagnol intitulé « Aras » (voir la liste des auteurs).